# Elisabeth von Dyck
Elisabeth von Dyck (* 11. Oktober 1950 in Borstel-Hohenraden; † 4. Mai 1979 in Nürnberg) war mutmaßlich Mitglied der terroristischen Vereinigung Rote Armee Fraktion (RAF). Sie wurde der zweiten Generation zugerechnet und 1979 bei einem Festnahmeversuch erschossen. 

## Leben
Von Dyck wurde als Tochter eines Mechanikers geboren. Nach Abschluss der Mittleren Reife wurde sie Arzthelferin. 1971 lernte sie das RAF-Mitglied Klaus Jünschke kennen und verlobte sich mit ihm. Bei den Mennoniten engagierte sie sich in der kirchlichen Jugendarbeit. In Heidelberg schloss sie sich 1974 dem Sozialistischen Patientenkollektiv (SPK) an, welches sich mit den inhaftierten Terroristen der ersten Generation der RAF Andreas Baader, Ulrike Meinhof und Gudrun Ensslin und anderen solidarisierte. Viele SPK-Mitglieder schlossen sich später der RAF an, darunter Hanna Krabbe, Ralf Baptist Friedrich und Siegfried Hausner. Später war von Dyck Mitglied der Heidelberger Gruppe des „Komitees gegen Folter an politischen Gefangenen in der BRD“,  dem auch die späteren Terroristen Sieglinde Hofmann, Lutz Taufer und Baaders damaliger Rechtsanwalt Siegfried Haag angehörten.
Als im April 1975 mehrere Mitglieder des Heidelberger Unterstützer-Komitees an der Geiselnahme von Stockholm beteiligt waren, wurde auch gegen von Dyck wegen Verdachts der Unterstützung einer terroristischen Vereinigung, der RAF, ermittelt. 1975 erging gegen sie ein Haftbefehl wegen Waffenschmuggels aus der Schweiz nach Deutschland. Dieser wurde nach sechs Monaten Untersuchungshaft in der Justizvollzugsanstalt Köln-Ossendorf ausgesetzt. Ende 1975 reiste sie gemeinsam mit Haag und anderen ins südjemenitische Aden und traf dort in einem Trainingslager der palästinensischen Volksfront zur Befreiung Palästinas (PFLP) auf die fünf zuvor durch die Lorenz-Entführung freigepressten RAF-Mitglieder, um mit ihnen weitere terroristische Anschläge zu planen. Im Sommer 1977 wurde der Haftbefehl erneut in Kraft gesetzt und um den Vorwurf der Mitgliedschaft in einer terroristischen Vereinigung erweitert. Von Dyck entzog sich dem Haftbefehl durch Flucht. Am 22. September 1977, während der Entführung Hanns Martin Schleyers, hielt sie sich mit Knut Folkerts im niederländischen Utrecht auf. Als beide enttarnt wurden und verhaftet werden sollten, erschoss Folkerts einen Polizisten, wurde anschließend festgenommen und später zu einer lebenslangen Haftstrafe verurteilt, von Dyck konnte fliehen.
Die Zeugin Monika von Seckendorff sagte am 26. Oktober 1997 in der Hauptverhandlung gegen die als RAF-Unterstützerin verurteilte Monika Haas aus, dass sie nach der Schleyer-Entführung 1977 zusammen mit Friederike Krabbe und Elisabeth von Dyck in einem Haus in Bagdad gewohnt habe. Anna-Laura Braghetti, ehemaliges Mitglied der italienischen Terrororganisation Rote Brigaden, gab 1998 an, von Dyck gemeinsam mit zwei weiteren RAF-Mitgliedern Ende der 1970er Jahre in Paris getroffen zu haben. Die nach 1977 stark geschwächte RAF sei von den Roten Brigaden mit Geld und Waffen unterstützt worden.
Am 4. Mai 1979 kam Elisabeth von Dyck bei einem Polizeieinsatz in der Stephanstraße 40 in Nürnberg ums Leben. Die Wohnung wurde seit mehreren Tagen observiert. Drei Beamte waren seit etwa fünf Stunden in der Wohnung postiert.
Nach dem von Dyck die Wohnung betreten hatte, forderten die Beamte sie auf, die Hände zu erheben. Laut Polizeiangaben griff sie daraufhin zu ihrem Holster mit einer großkalibrige Pistole. Zwei Beamte gaben je einen Schuss ab. Der Obduktionsbericht ergab, dass von Dyck durch einen Schuss in den Oberschenkel und einen weiteren Schuss getötet wurde, der seitlich-rückwärts in den Körper eindrang.
Von Dyck wurde in Enkenbach-Alsenborn im rheinland-pfälzischen Landkreis Kaiserslautern beerdigt.
Die französische Terrororganisation Action directe, die zeitweise mit der RAF kooperierte, unterzeichnete im Januar 1985 ein Bekennerschreiben mit „Kommando Elisabeth von Dyck.“ Kurz zuvor hatte die Gruppe bei Paris einen führenden Mitarbeiter des französischen Verteidigungsministeriums ermordet.